# Tomáš Dočekal
Tomáš Dočekal (* 24. května 1989) je český fotbalový útočník, který aktuálně hraje za český klub FK Viktoria Žižkov. Je to silový typ fotbalisty, kterému nečiní problémy hra založená na osobních soubojích.

## Klubová kariéra
Fotbal začal hrát v Lučanech nad Nisou, v žácích a dorostu hrál za mužstvo Jablonce. Neprosadil se však do mužského B-týmu a tak se vrátil do Lučan. Roku 2007 postoupil s týmem do 1. A třídy v přímém souboji s Jabloncem nad Jizerou. Dočekal tento zápas rozhodl svou vstřelenou brankou.
V létě 2009 dostal nabídku druholigové Viktorie Žižkov, s níž později postoupil do první ligy. V utkání Žižkova s Třincem vsítil dva góly, čímž zaujal fotbalového skauta polského klubu Piast Gliwice.

### Piast Gliwice
Do Gliwic následně přestoupil v lednu 2012. Na konci sezóny mohl s klubem slavit postup do Ekstraklasy – polské nejvyšší fotbalové ligové soutěže. V podzimní části sezóny 2012/13 většinou naskakoval do zápasů jako náhradník, jeho doba na hřišti se počítala v minutách. 2. března 2013 dostal šanci v základní sestavě a gólem se podílel na remíze 1:1 s mužstvem Zagłębie Lubin, což byla jeho první trefa v polské lize. V následujícím ligovém kole zařídil dvěma góly výhru 2:0 nad domácím celkem Pogoń Szczecin, ale také zavinil pokutový kop, který však domácí neproměnili. Měl šanci i na hattrick, ale slovenský brankář Pogońu Dušan Perniš jeho další pokus kryl.

### GKS Tychy (hostování)
Od ledna do června 2014 hostoval v jiném polském celku GKS Tychy, v lize odehrál 9 zápasů a docílil 2 branek.

### 1. FC Slovácko (hostování)
Začátkem září 2014 odešel hostovat do 1. FC Slovácko. Při svém debutu 6. září ve 3. kole českého fotbalového poháru proti FC Fastav Zlín na stadionu Letná se dvěma vstřelenými góly podílel na výhře 4:0 a postupu do osmifinále. V 1. české lize odehrál na podzim 2014 šest zápasů, gól nedal. V zimní přestávce se vrátil do Piastu Gliwice.